# Schola Philosophicae Initiationis
La Schola Philosophicae Initiationis va ser una organització teosòfica-iniciàtica de caràcter teosòfic creada a Madrid l'any 1928 pels espanyols Eduardo Alfonso y Hernán i Mario Roso de Luna, en resposta a les desviacions doctrinals de la Societat Teosòfica, especialment en el que es refereix a la proclamació de Jiddu Krishnamurti com l'Instructor del món.

## Fundació
A mitjans del 1921 Mario Roso de Luna va reunir a una desena de filòsofs madrilenys per fundar la branca Hespèria, que va mantenir lligams estrets amb la Societat Mare a Adyar (Madras, Índia), igual que amb els grups dissidents de Point Loma (Califòrnia) que eren dirigits per l'entusiasta Katherine Tingley, successora de William Quan Judge.
Cap al 1928 el grup de seguidors de Roso de Luna va començar a reunir-se en el Cafè de Gijón per fundar una escola filosòfica anomenada "Schola Philosophicae Initiationis", que era una mena de "reacció contra la inestabilitat i indisciplina de la Societat Teosòfica a manera de gresol on s'ha quallat el concepte d'ordenació mental que havia d'haver regit sempre a la S.T."
L'objectiu declarat de SPI era "l'estudi de les filosofies, ciències i arts, de manera comparada i en les seves mútues relacions, i amb la finalitat de promoure la salut, la cultura i el progrés moral dels seus membres".
La nova Escola va comprar un terreny a Manzanares el Real (a la província de Madrid) per a construir un centre d'estudis teosòfics avançats batejat com "La Casa del Filòsof".
També es van constituir tres graus de coneixement "com correspon a tota societat iniciàtica i conseqüentment als tres objectes de la Societat Teosòfica, que en el fons no són més que els tres graus iniciàtics de totes les institucions anàlogues, que per no haver estat compresos i respectats han dut a la S.T. a la desunió i a l'anarquia mental".
Els deixebles de la SPI seguien un programa d'estudis gradual i metòdic que comprenia tres etapes: la primera, estudis d'Higiene i Moral; la segona de Ciències i Naturologia; i la tercera, de Psicologia i Filosofia.

## Declivi i dissolució
El 1931 va morir Mario Roso de Luna, que era un dels dos pilars de la SPI. En aquell mateix any, el Dr. Eduardo Alfonso seria el cap visible de l'Escola i va continuar en la formació de deixebles. No obstant això, poc temps després (1936), començaria al nord d'Àfrica la Guerra Civil Espanyola, que en pocs mesos arribaria a les portes de Madrid, suspenent moltes de les activitats filosòfiques i culturals de la ciutat.
En finalitzar la Guerra Civil, Eduardo Alfonso va ser jutjat d'acord amb la "Llei per a la Repressió de la Maçoneria i el Comunisme" i condemnat a diversos anys de presó que va complir a la presó de Burgos, des de 1942 fins a 1948. Després de complir la seva condemna, Alfonso es va exiliar a Llatinoamèrica fins a 1966 que va tornar al seu país.

## Actualitat
En el segle xxi, va aparèixer "Opus Philosophicae Initiationis" (OPI) inspirada en l'Escola original de Roso de Luna i Alfonso, i que s'està organitzant a nivell internacional d'acord amb els lineaments de SPI, adequats als nous temps i d'acord amb les noves tecnologies.